# Nusrat al-Din Abu Bakr
Nusrat al-Din Abu Bakr ibn Muhammad Pahlawan fou atabeg ildegízida de l'Azerbaidjan (1191-1210) amb el títol de djahan pahlawan i els de sultan al-muazzam (o al-azam) i shahanshah al-muazzam (o al-azam). Va succeir el seu oncle Kizil Arslan Uthman, però enfrontat al seu germanastre Kutlug Inandj que dominava el Jibal i el va conservar uns anys com atabeg i després com a governador corasmi (si bé el poder efectiu va passar als ghulams pahlawanites i les ciutats van caure en mans del califa abbàssida an-Nàssir).
Va prendre possessió immediata dels territoris familiars a l'Arran i l'Azerbaidjan que el seu oncle havia conservat, mentre deixava al seu parent Kutlug Inandj que s'enfrontava a Toghrul ibn Arslanshah pel Jibal. Toghrul va derrotar Kutlug i el seu germà Amir-i Amiran.
Els dos derrotats que havien perdut quasi tot el Jibal, van intentar combatre contra Abu Bakr i foren derrotats el 1193. Kutlug Inandj va fugir al Jibal on va aconseguir finalment eliminar a Toghrul amb el suport del xa de Coràsmia Ala al-Din Muhammad les tropes del qual van matar el sultà durant la seva segona incursió el 1194. Kutlug va rebre el territori del Jibal com a feudatari del xa de Coràsmia però algun temps després fou assassinat pels general corasmi Miadjuk.
Els petits emirs i atabegs veïns de Geòrgia van esser tots sotmesos a vassallatge de la reina Tamara de Geòrgia. Llavors Nusrat al-Din Abu Bakr va demanar unir forces contra Geòrgia, i els petits estats se li van unir. L'exèrcit reunit va entrar a Xirvan, on el xa Agsartan, es va mantenir lleial a Tamara i li va demanar ajuda. La reina va enviar el seu marit David al Xirvan amb un exèrcit i la batalla es va produir l'1 de juny de 1195 prop de Shamkor, en què els georgians van obtenir la victòria total. Nusrat al-Din Abu Bakr va fugir i deu mil presoners van quedar en mans de David. Shamkor i Gandja es van sotmetre als vencedors.
Ara era el moment de retornar al Jibal, on la influència de la seva família havia quedat reduïda a Hamadan, governada pel seu germà Muzaffar al-Din Uzbeg; llavors els georgians es van apoderar d'Aní (1199) i l'atabeg va donar suport al primer marit de Tamara Giorgi Bogolyubskii (1200) en el seu intent de retornar a Geòrgia (el matrimoni havia estat anul·lat), però fou decisivament derrotat quan marxava per Shirwan, i Samkur (Chamkor) i Gandja van haver de reconèixer la sobirania georgiana.
Abu Bakr va fer un tractat amb Geòrgia i es va casar amb una princesa georgiana, però això no va impedir que els georgians ocupessin Dvin el 1202/1203. Un atac de l'atabeg ahmadílida Ala al-Din Karba de Maragha, en aliança amb Muzaffar al-Din Gokburi d'Irbil, va poder ser rebutjar amb l'ajut del mameluc (ghulam) Aydogmes o Aytogmes, senyor del Jibal (1203/1204 -1211/1212), que havia estat un dels mamelucs de Muhammad Pahlawan (pahlawanites). La derrota d'Ala al-Din va suposar la pèrdua de Maragha i el virtual final de la dinastia, els territoris de la qual, excepte un petit reducte, havia passat a mans de Nusrat al-Din Abu Bakr el 1207. L'atabeg va conquerir Maragha (1207), que fou deixada en mans d'un menor de la dinastia ahmadílida, com a vassall.
Com a resposta al saqueig d'Aní que l'emir d'Ardabil, vassall de Nusrat al-Din Abu Bakr va dur a terme el 1209 deixant 12.000 cristians morts, l'exèrcit georgià de Tamara de Geòrgia envaï Pèrsia saquejant Julfa, Marand, Tabriz, Meyaneh, Zanjan, Qazvin, arribant fins a Gorgan abans de tornar a Tbilissi. L'atabeg de Gandja i el soldà d'Akhlat entre d'altres, es declaraven en aquest temps vassalls de Tamara i el 1209 l'emirat de Kars, des on podien fer-se atacs a Geòrgia, va ser ocupada i annexada, i Khoy en 1210.
Va morir el 1210 i el va succeir el seu germà Muzaffar al-Din Uzbeg.